# Paul Lindau

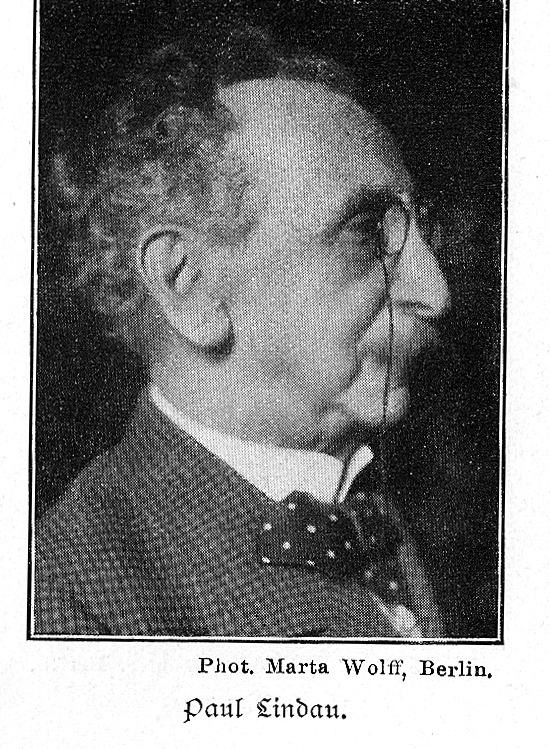
Paul Lindau.

Paul Lindau, född den 3 juni 1839 i Magdeburg, död den 31 januari 1919 i Berlin, var en tysk författare. Han var bror till Rudolf Lindau och morbror till Annie Vivanti.
Lindau vistades flera år i Paris för att tillägna sig de franska teaterförfattarnas och kåserande kritikernas metod. År 1864 återvände han till Tyskland, deltog i redaktionen av flera tidningar och uppsatte i Leipzig den illustrerade journalen Das neue Blatt (som han skötte 1869–1871) samt i Berlin den stort anlagda politisk-litterära veckoskriften Die Gegenwart (vilken stod under Lindaus ledning 1872–1881) liksom månadsskriften Nord und Süd (1878–1904). 
Lindau utövade länge ett mäktigt kritikervälde i Berlin, vilket likväl bröts ungefär 1890. Han reste då utomlands, blev efter några år teaterintendent i Meiningen och återvände 1899 till Berlin som teaterledare. Inom bokvärlden gjorde Lindau sitt inträde med reseskildringarna Aus Venetien (1864) och Aus Paris (1865), men vann ett namn först genom Harmlose Briefe eines deutschen Kleinstädters (två band, 1870) och Litterarische Rücksichtslosigkeiten (1871). 
Lindau skrev en mängd dramatiska stycken, bland andra Marion (1868), Maria und Magdalena (1872; Maria och Magdalena, 1875), Ein Erfolg (1874) och Gräfin Lea (1880; Grefvinnan Lea, samma år); de införde i Tyskland den franska dialogen, har goda roller och väl beräknade effekter, men har ansetts sakna sanning och betydelse. De har likväl spelats mycket och är delvis samlade i Theater (fyra band, 1873–1881). 
Av Lindaus övriga arbeten kan nämnas Moderne Märchen (1871), Vergnügungsreisen (1875; Här och der för ro skull), Dramaturgische Blätter (1875–1879), Nüchterne Briefe aus Bayreuth (1876), Herr und Frau Bewer (1882; Herr och fru Bewer), Aus der Hauptstadt (1884), Berlin (tre band, 1886–1888; Berlin i våra dagar), Wunderliche Leute (1888; Underligt folk), Hängendes Moos (1892; Hängmossa) och Der Agent (För snöd vinning). Hans memoarer, Nur Erinnerungen, utkom i två band 1917.

## Böcker på svenska
- Här och der för ro skull: reseskizzer (Vergnügungsreisen) (översättning G-n, Böhlmark, 1875)
- Berlin i våra dagar (Berlin) (översättning O. H. D. (dvs. Oscar Heinrich Dumrath), Bonnier, 1887-1888)
- Herr och fru Bewer (Herr und Frau Bewer) (Bonnier, 1888)
- Underligt folk: noveller (Wunderliche Leute) (Bonnier, 1889)
- Helene Jung: berättelse (Adolf Bonnier, 1889)
- Från Orienten: ögonblicksfotografier (Aus dem Orient) (översättning Johannes Granlund, Beijer, 1889)
- Toggenburg (Toggenburg) (översättning J. T-f, 1893)
- Hängmossa (Hängendes Moos) (Bonnier, 1893)
- På tviflets väg (översättning Fredrique Paijkull, Svenska Familj-Journalen Svea, 1895)
- För snöd vinning (Der Agent) (översättning Signild Wejdling, Bonnier, 1899)
- Den förklädda furstinnan (Holmquist, 1912)
- Kathis giftermål (översättning Oscar Nachman, Holmquist, 1914)
- Helene Jung (översättning Oscar Nachman, B. Wahlström, 1916)
- På jakt efter lyckan (B. Wahlström, 1917)
- Brottslig kärlek (översättning A. Berg (dvs. Adil Bergström), Holmquist, 1917)
- Omaka (översättning Oscar Nachman, B. Wahlström, 1918)
- Hängmossa (Hängendes Moos) (översättning Oscar Nachman, B. Wahlström, 1918)
- Vem var hon? (översättning Ernst Grafström, Holmquist, 1919)